# Den store brand i Chicago
Den store brand i Chicago var en brand i 1871, som startede søndag aften 8. oktober, og vedvarede indtil tidligt tirsdag 10. oktober. Flere hundrede omkom, og branden ødelagde et område på 9 km2 i Chicago, Illinois. Selvom branden var en af de største amerikanske katastrofer i det 19. århundrede, forvandlede genopbygningen Chicago til en af de mest folkerige og økonomisk betydningsfulde amerikanske storbyer.

## Arnestedet
Branden startede 8. oktober omkring kl. 21:00, nær ved eller i en lille lade bag DeKoven Street nr 137 i byens sydvestlige del. Traditionelt siger man, at branden startede, da en ko sparkede til en tændt lygte i en lade, ejet af Patrick og Catherine O'Leary, som imidlertid benægtede anklagen - og brandens virkelige årsag er aldrig blevet afgjort. Hvad man ved sikkert, er at den raskt kom ud af kontrol, og med stor fart bevægede sig i nordlig og østlig retning mod byens centrum.
Michael Ahern, en journalist ved avisen Chicago Republican, indrømmede i 1893, at han havde opdigtet historien om O'Leary. Laden var den første bygning, som branden ødelagde. Branden blev næret af Chicagos træbygninger, en tørke før branden, og stærk vind fra sydvest, som blæste gløder ind mod byens centrum. Mere end to tredjedele af bygningerne i Chicago var bygget af træ, indsat med brændbar tjære eller træ som tag. Udvendige dekorationer var også udskåret af træ. De fleste af byens arkitekter i Chicago havde fået trækonstruktionerne til at ligne andre bygningsmaterialer. Fortove og veje var også lavet af planker. Byen reagerede langsomt, og indbyggerne indså først ikke faren. Brandmændene var udmattede efter at have slukket en brand dagen før. Branden rasede den følgende dag, og kom først under kontrol 10. oktober, da der kom regn. Omkring 17.000 bygninger var nedbrændt. Branden blev anslået til at have forårsaget ødelæggelser for $ 200 millioner. Katastrofen resulterede også i plyndring og lovløshed, så hæren måtte tilkaldes.

## Brandens udbredelse
Tre andre, omfattende brande, startede ved Lake Michigan den samme dag, et sammentræf grænsende til et usandsynlige. Kun syv bygninger klarede sig nogenlunde gennem branden, deriblandt Chicagos vandtårn, Skt. Michaels Kirke og Chicago Avenue pumpehus. Af de to sidstnævnte stod kun ydermurene tilbage. Byens infrastruktur var derimod ret intakt. Havnen var urørt; ligeledes det meste af jernbanelinjerne, så hjælpeforsyninger kunne køres helt ind i byen.
Sommeren 1871 havde været frygtelig tør. Brande flammede op i hele regionen, og dagen før katastrofen havde en større brand jævnet fire kvartaler med jorden langs med Canal Street. På selve katastrofedagen brød der også en brand ud i Peshtigo i Wisconsin; den dræbte mindst 1.200 mennesker og var dermed den dødeligste brand i amerikansk historie. Dertil brændte to milliarder træer.
Branden i Chicago startede omkring kl. ni søndag aften. Den kunne være standset, hvis det ikke havde været for en serie af tekniske og menneskelige fejl ved alarmsystemet. Ilden, drevet af en kraftig vind fra sydvest, sigtede sig ind mod byens centrum, og delte sig uventet, hjulpet af den enorme hede, der udvikledes. Kl 1:30 om natten nåede den tinghusets tårn, hvorfra vagtmanden lige nåede at undslippe. Da embedsmændene forstod, at tinghuset var antændt, slap de fangerne løs fra kælderfængselet, lige før tårnet styrtede sammen, og den store tinghusklokke, som havde slået alarm, faldt ned. Kl.3:30 om natten var katastrofen komplet, da taget på pumpehuset på Chicago Avenue brød sammen, og gjorde videre bekæmpelse af branden håbløs. Ved middagstid mandag havde ilden nået North Avenue og bredte sig derfra til Fullerton Avenue. Først tirsdag morgen, da vinden lagde sig, og der faldt en let regn, havde ilden raset fra sig. Grupper af lamslåede hjemløse samlede sig på det åbne land på prærien vest og nordvest for byen, langs med Lake Michigan, i Lincoln Park, og på kyststrækningen the Sands. To gange krydsede branden Chicago-floden. Byens bordeller var nedbrændt, samt Tribunes avishus, en flunkende ny, fireetages "brandsikker" bygning.
Philip Sheridan, en berømt nordstatsgeneral under den amerikanske borgerkrig, var stationeret i Chicago. Da infernoet havde frembragt en ildstorm, der også truede South Side, hvor Sheridan havde sit hjem, fik han bygninger sprængt i luften for at fratage branden videre næring. Han måtte kæmpe for at få fat i den nødvendige dynamit fra andre med den samme plan, men uden hans militære indsigt i brugen af sprængstof. Efter branden koordinerede Sheridan det militære hjælpearbejde. Borgmesteren erklærede undtagelsestilstand for at bevare ro og orden, og udpegede Sheridan som den øverste myndighed. Fordi ro og orden var opretholdt, varede undtagelsestilstanden kun et par dage. Selvom Sheridans hjem blev sparet for ilden, blev hans professionelle og personlige dokumenter ødelagt.

## Efterdønningerne
Selvom ilden døde ud, holdt gløderne det i dagevis for varmt til nogen kortlæggelse af skaderne. Myndighederne kom frem til, at et område 6 km langt og i gennemsnit 1,2 km bredt, mere end 9 km², var gået tabt. Mere end 117 km veje, 190 km fortove, 2.000 gadelys og 17.500 bygninger var ødelagt; samt $222 millioner i ejendom, som udgjorde omkring en tredjedel af Chicagos værdi. Ud af 300.000 indbyggere, var 100.000 blevet hjemløse. To til tre millioner bøger i privatejede biblioteker var ødelagt. Ilden gjorde The Chicago Daily Tribune større skade end Napoleons besættelse af Moskva i 1812. O'Learys hjem og Holy Family Church, deres kirke, var skånet, da vinden skiftede retning. Efter branden fandt man 125 omkomne. Man regner med at 200 til 300 omkom under branden, hvilket er et forholdsvist lavt tal for så stor en brand. Den store brand i Chicago er Chicagos mest velkendte katastrofe, både pga. ødelæggelsens størrelse, og pga. byens genopbygning og vækst.
I 1997 vedtog Chicago byråd at frikende den irske immigrant Catherine O’Leary, som var død i 1895, og hendes ko.